# Zvonařka (Brno)
Zvonařka je dopravně významná ulice v širším centru Brna, po níž je vedena část velkého městského okruhu (silnice I/42). Na západě na ni navazuje ulice Opuštěná a na východě Hladíkova. Jmenuje se podle ní brněnské ústřední autobusové nádraží, stojící mezi ulicemi Zvonařka, Trnitá a Plotní. 

## Trasa
Ulice začíná navázáním na Opuštěnou na křižovatce s Trnitou. Směrem na východ křižuje postupně Plotní a Dornych, a bez průjezdného propojení Čechyňskou a Kolískovu. Mezi č.o. 16 a 20 je odbočka Zvonařky s číslem 18. Pak se ulice rozděluje do dvou větví, severní (starší) vede na křižovatku s Mlýnskou a Masnou a jižní (hlavní) na křížení s Masnou, kde navazuje ulice Hladíkova.
Obydlené domy se nacházejí pouze na sudé straně Zvonařky mezi Plotní a Trnitou (čísla 4 až 14), jinak jsou kolem ulice jen různé provozovny, kanceláře a firemní areály.

## Historie
Název pochází z 19. století (Na Zvonařce / Glockengasse), motivován byl snad zvony odlévanými v přilehlé Wannieckově slévárně (dnes Galerie Vaňkovka).
Ulice původně vedla jen v úseku od Trnité k Dornychu, kde na ni navazovala Čechyňská. Její význam pro brněnskou dopravu zásadně vzrostl po dostavbě propojení na Hladíkovu a na druhé straně propojení navazující Opuštěné (do té doby slepé) na ulici Poříčí, čímž se Zvonařka stala součástí Velkého městského okruhu.
Do roku 2018 se při ulici nacházela stejnojmenná manipulační tramvajová smyčka, zrušená v rámci přeložky tramvajové tratě z Dornychu na Plotní. Využívaly ji například mimořádné posilové linky z hlavního nádraží na Výstaviště.

## Budoucnost
Dlouhodobě se plánuje z přetížené a pravidelně kolabující Zvonařky odvést hustou dopravu dobudováním nového brněnského velkého okruhu. Příslušný úsek je plánováno začít stavět roku 2030 a zprovoznit roku 2035.